# True Love Story/さよならのKISSを忘れない
「True Love Story／さよならのKISSを忘れない」（トゥルー・ラヴ・ストーリー／さよならのキスをわすれない）は、2000年9月27日発売された郷ひろみ・松田聖子名義のデュエット・シングル。

## 解説
ワコール『ポイント・シェイバー』CMソング。プロデュースは松浦勝人。本作は郷の80作目シングル。松田の53作目（日本盤のみだと49作目）シングル。オリコンチャート最高位7位を記録した。
かつて恋仲が報じられ、結婚の噂があった郷と松田のデュエット曲。
世間を賑わせた2人のデュエットは、郷からの声掛けによって実現した。
その真意は、現役歌手である両者が歌番組などの現場で居合わせることに関して周囲にいらぬ気遣いを強いること、また顔を合わせた時に気軽に話せる関係でありたいとの思いから、1度会っておけば気兼ねなく仕事ができると共作を持ち掛けたのだという。
松田の方も本人同士の関係とは裏腹に、ニアミスのたびに話題になることが気になっていたようで、共演を承諾したという経緯がある。

## 収録曲
全曲　作詞:松井五郎／作曲:菊池一仁
1. True Love Story（5分18秒） 
  - 編曲:本間昭光
2. さよならのKISSを忘れない（6分00秒）
  - 編曲:松原憲
3. True Love Story（Original KARAOKE）
4. さよならのKISSを忘れない（Original KARAOKE）

## 関連作品
- LOVE Seiko Matsuda 20th Anniversary Best Selection